# Hani

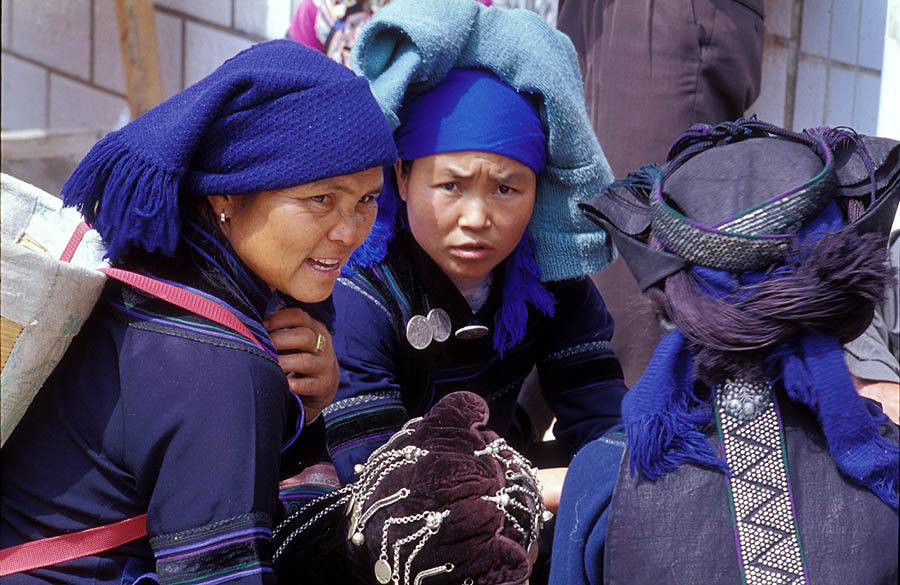
Vestuari diari típic de l'ètnia Hani a la Xina. Al comtat de Yuanyang, província de Yunnan.

El poble Hani o Ho (Hani: Haqniq ; Xinès: 哈尼族; vietnamita Người Hà Nhì / 𠊛何贰) són un grup ètnic de parla Lolo al sud de la Xina i al nord de Laos i Vietnam. Formen una de les 56 nacionalitats reconegudes oficialment de la República Popular de la Xina i un dels 54 grups ètnics oficialment reconeguts del Vietnam. A Laos, els hani són més coneguts com a Ho.

## Distribució
Hi ha 12.500 hani que viuen a la província de Lai Châu i a la província de Lào Cai del Vietnam. Els Ho resideixen a les regions muntanyoses del nord de la província de Phongsaly a Laos, prop de la frontera xinesa i vietnamita.

### Xina
Més del noranta per cent dels pobles hani actuals viuen a la província de Yunnan al sud de la Xina, situada a través de les muntanyes Ailao, entre el riu Mekong i el riu Vermell (riu Yuanjiang).
Les subdivisions dels comtats autònoms de Hani dins de ciutats a nivell de prefectura i una prefectura, dins de Yunnan són:
- Comtat autònom de Mojiang Hani — Pu'er City (ciutat a nivell de prefectura)
- Jiangcheng Hani i comtat autònom de Yi — Ciutat de Pu'er
- Comtat autònom de Ning'er Hani i Yi — Ciutat de Pu'er
- Yuanjiang Hani, comtat autònom de Yi i Dai — Yuxi (ciutat a nivell de prefectura)
- Zhenyuan Yi, comtat autònom de Hani i Lahu — Ciutat de Pu'er
- Honghe Hani i la prefectura autònoma de Yi

## Orígens
Els orígens dels Hani no es coneixen amb precisió, tot i que es creu que els seus avantpassats, l'antiga tribu Qiang, van emigrar cap al sud des de l'altiplà Qinghai - Tibet abans del segle iii.
Les tradicions orals Hani afirmen que descendeixen del poble Yi i que es van separar com una tribu separada fa cinquanta generacions. Una de les seves tradicions orals és el recital dels noms dels avantpassats Hani des de la primera família Hani fins a un mateix.

## Cultura
Les cases hani solen tenir dos o tres pisos d'alçada, construïdes amb bambú, fang, pedra i fusta.
La roba tradicional dels Hani està feta amb teixit blau fosc. Els homes es vesteixen amb jaquetes curtes i amb pantalons llargs i amples. També porten turbant blanc o negre. Les dones es vesteixen segons el clan al qual pertanyen. No hi ha cap diferència de gènere en la roba dels nens menors de set anys.

Hani són coneguts pel seu cant polifònic vocal. La polifonia de vuit parts es va gravar a la dècada de 1990. Toquen instruments musicals tradicionals, flauta labi (俄比). i lahe de llaüt pinçat de tres cordes.

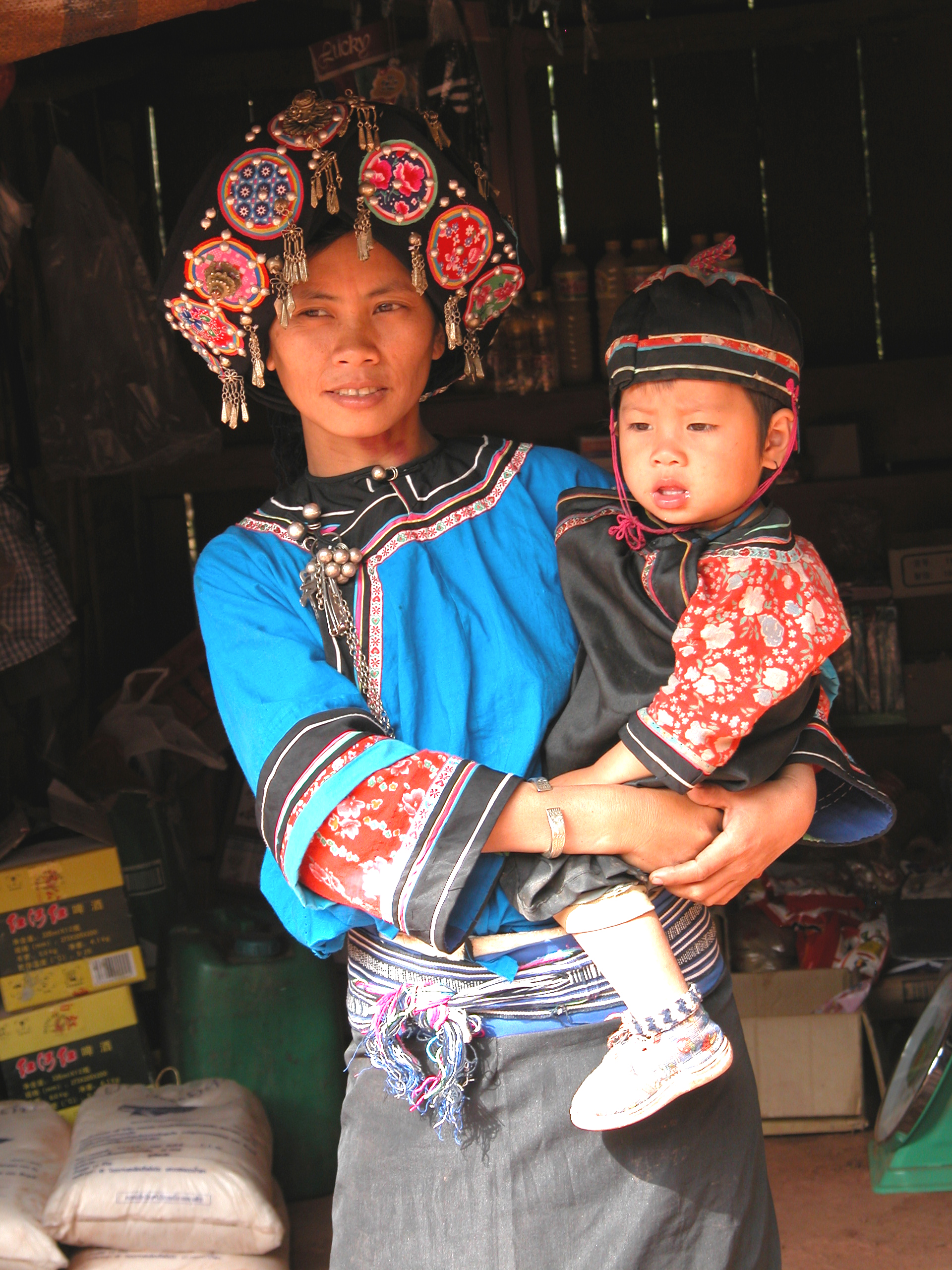
Una dona Ho (Hani) i el seu fill a Laos, cap al 2003.

Els camps en terrassa són una característica de les seves pràctiques agrícoles.

### Religió
Els Hani són politeistes i professen una adoració especial cap als esperits dels seus avantpassats. Estan acostumats a practicar rituals per venerar els diferents déus i així obtenir la seva protecció.
La jerarquia religiosa dels Hani es divideix en tres personatges principals: el zuima que dirigeix les principals celebracions; la beima, encarregada de practicar els exorcismes i els rituals màgics; la nima que s'encarrega de fer prediccions i d'administrar les herbes remeieres. Aquest últim càrrec pot ser realitzat indistintament per homes i dones.
Alguns hani també practiquen el budisme Theravada.

### Llenguatge
La llengua hani parlada per molts dels hani pertany a la branca lolo-birmana de la família lingüística sino-tibetana. Molts hani parlen idiomes relacionats amb les llengües lolo-birmanes. La tradició oral parla d'una antiga escriptura escrita, la tradició diu que es va perdre amb la migració de Sichuan. Ara utilitzen una romanització del dialecte luchun com a escriptura escrita.

## Subgrups

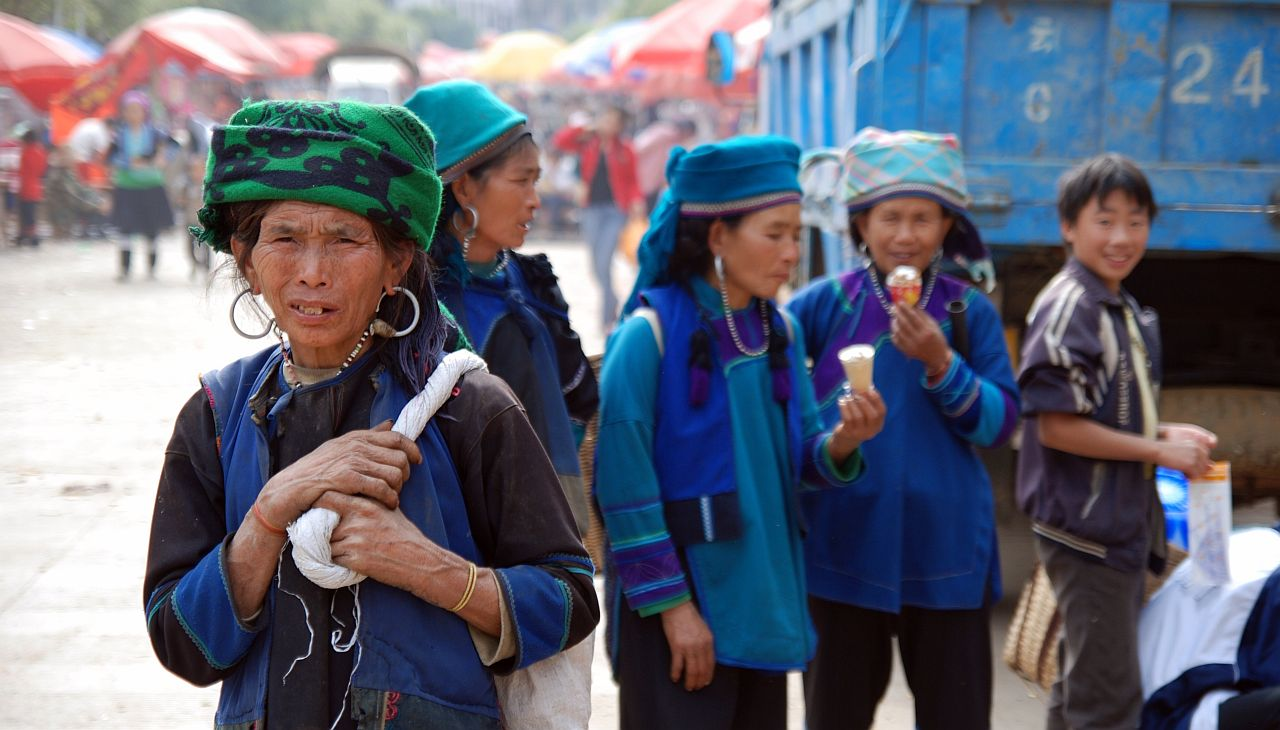
Senyores Hani grans gaudint d'un gelat al mercat de Laomeng. A prop de Yuanyang, província de Yunnan, Xina.

### Xina
Segons You Weiqiong (2013:159-160), els subgrups Hani es van classificar de la següent manera el 1954, amb 11 branques primàries. També es mostren les ubicacions respectives (comtats).
- Hani 哈尼
  - Nuobi 糯比: a Xinping, Mojiang
  - Qidi 其弟/期弟: a Honghe, Mojiang, Puer, Zhenyuan, Sipsongpanna
  - Mahei麻黑: a Puer, Jinggu, Zhenyuan
  - Luomian 罗勉: a Luquan, Wuding
  - Lami 腊米: a Zhenyuan, Mojiang, Honghe, Sipsongpanna
  - Kabie 卡别: a Mojiang
  - Duota 堕塔: a Puer, Xinping, Zhenyuan
  - Sanda 三达: a Sipsongpanna. Els Sanda viuen al municipi de Sanda 三达乡 (inclòs a Dazhai 大寨) de la ciutat de Jinghong, i parlen una llengua yi amb molts préstecs hani (You 2013:136-137).[4] Hi ha dues dones grans a Dazhai 大寨 que només recorden una mica més de 40 paraules en l'idioma Sanda.[4] El nom xinès d'aquest grup és Sanda 三达, mentre que el nom Dai és Lanqian 兰千. Els Sanda afirmen haver emigrat de Yibang 倚邦 i Yiwu 易武. Inicialment, van ser classificats pel govern xinès com a ètnics Yi, però actualment estan classificats com a ètnics Hani.
  - Haini 海尼: a Jinggu
  - Huagu花姑: a Yuanyang
  - Aka阿卡: a Puer

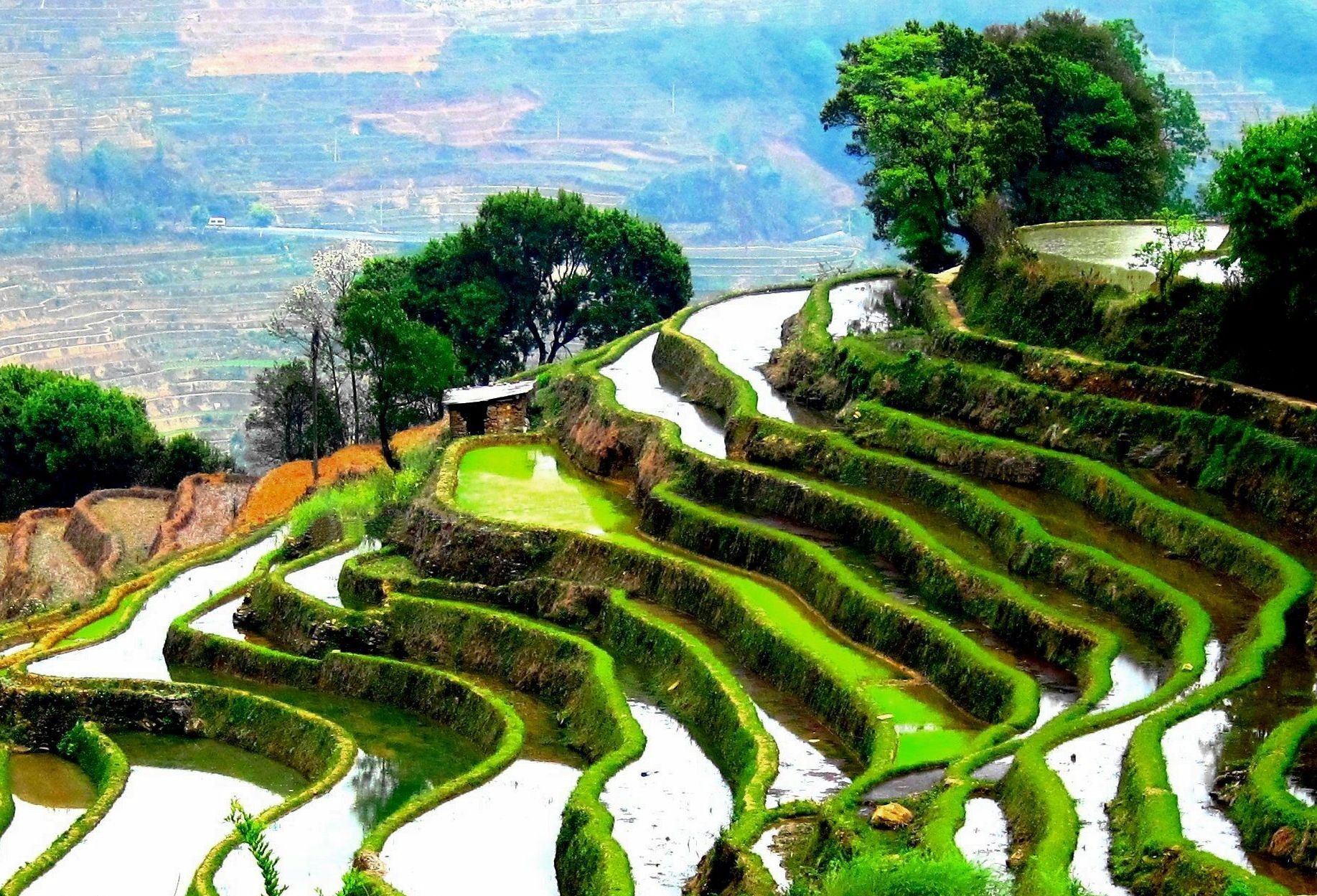
Arrossar en terrasses típic dels hani de Yuanyang.

- Arrossar en terrasses típic dels hani de Yuanyang.Yeni 耶尼(exònim: Kaduo卡多): a Mojiang, Xinping, Puer, Zhenyuan, Jingdong, Jinggu, Sipsongpanna
- Biyue 碧约: a Mojiang, Puer, Honghe, Xinping, Zhenyuan, Simao, Jinggu, Sipsongpanna, Jingdong
- Haoni 豪尼
  - Budu 布都: a Mojiang, Puer, Honghe, Sipsongpanna, Zhenyuan, Jinggu, Simao, Xinping
  - Bujiao 补角: a Sipsongpanna
  - Baike 白壳: a Zhenyuan
- Gecuo 哥搓(exònim: Kucong苦聪): a Zhenyuan, Xinping, Jinping, Mojiang, Puer, Honghe, Sipsongpanna, Yuanyang, Jinggu, Jingdong, Shuangbai
- Axiluma 阿西鲁吗(exònim: Ximoluo 西摩洛): a Mojiang, Puer, Honghe, Sipsongpanna, Zhenyuan, Jinggu, Simao, Jingdong
- Duoni 多尼: a Yuanyang, Jinping
- Amu 阿木: a Mojiang, Zhenyuan, Puer
- Suoni 梭尼(exònim: Asuo 阿梭): a Jinping
- Luomei 罗美(exònim: Suobi 梭比): a Xinping
- Bukong 布孔(exònims: Heni 合尼, Baihong 白宏): a Mojiang, Honghe, Puer, Sipsongpanna, Zhenyuan, Jingdong

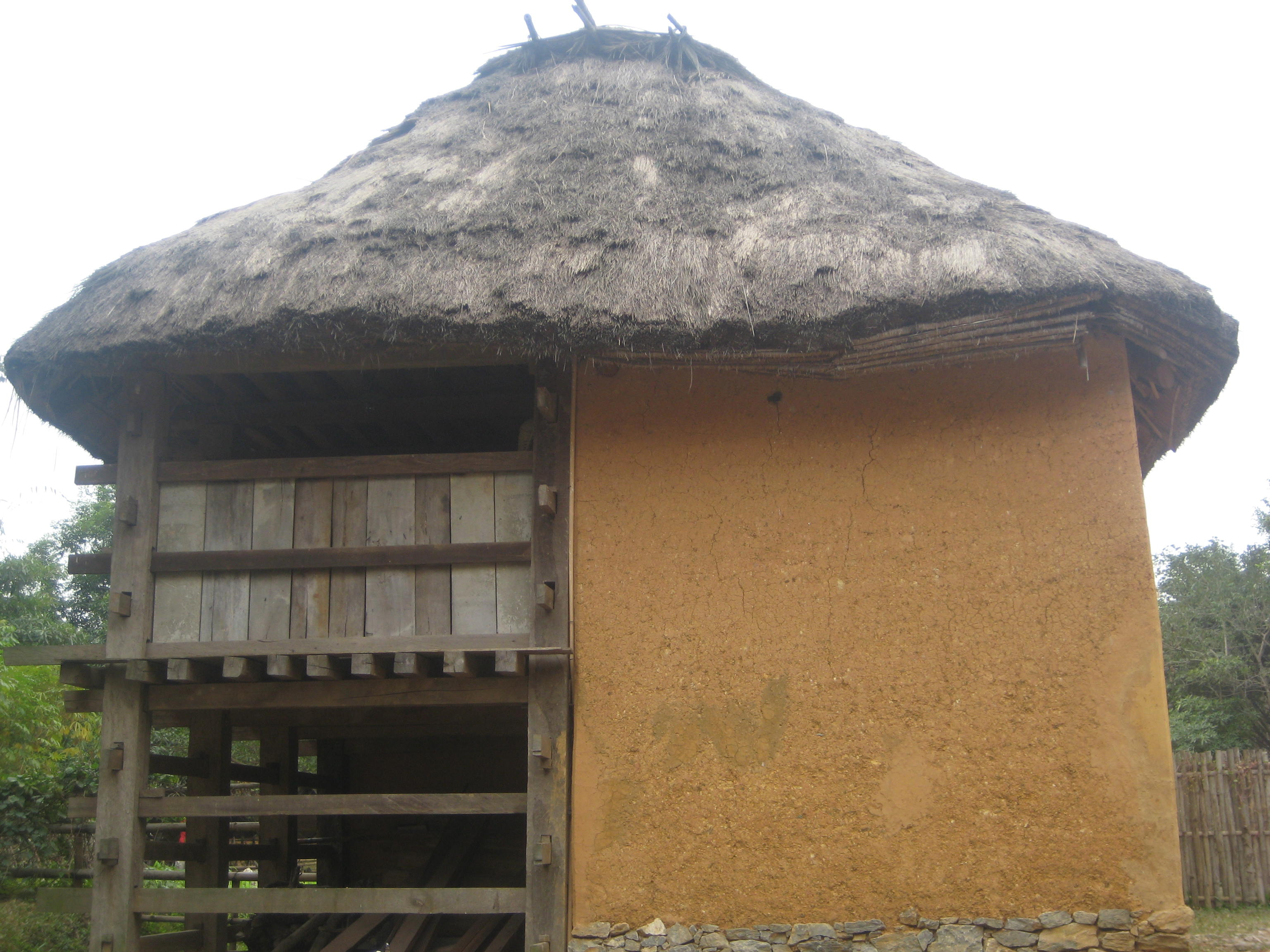
Una casa Hani al Vietnam.

### Vietnam
Els Hani de Vietnam consisteixen en els següents subgrups (Vu 2010:10-11).
- Els Hani florits (Hà Nhì Hoa), que es troben a la província de Lai Châu i es divideixen en dos subgrups.
  - Hà Nhì Cồ Chồ
  - Hà Nhì La Mí
- Els hani negres, que es troben al districte de Bát Xát, província de Lào Cai

Al Vietnam, les comunes que consisteixen gairebé exclusivament en ètnia hani inclouen Sín Thầu, Chúng Chải, Mù Cả, Ka Lăng, Thu Lủm (tots al districte de Mường Tè), Y Tý i A Lù (tots al districte de Bát Xát). Els Hani d'A Lù havien vingut originàriament del comtat de Jinping de Yunnan, Xina, i més tard s'havien estès des d'A Lù a les comunes de Lao Chải, Nậm Pung i Ngài Thầu.